# APK (formato di file)
Android package (APK) è un formato di file contenente un app Android. Dall'agosto 2021 il formato è stato sostituito su Google Play da Android App Bundle.
Un Android package contiene tutti i componenti necessari all'esecuzione di un processo Linux. Oltre ad Android, anche BlackBerry 10 e HarmonyOS supportano il formato APK. Windows 11, oltre ad essere in grado di eseguire applicazioni Android disponibili sull'Amazon Appstore, è in grado di installare APK.

## Formato
Un file APK è un archivio ZIP che contiene in genere le seguenti cartelle:
- META-INF
- res

e file:
- AndroidManifest.xml
- classes.dex
- resources.arsc